# Antoine VII de Gramont
Antoine Antonin de Gramont, 7e duc de Gramont, pair de France, est un aristocrate et un officier français, né à Paris le 19 avril 1722, mort à Compiègne (Oise) le 17 avril 1801 (27 germinal an IX).

## Biographie
Issu de la Maison de Gramont, Antoine de Gramont est le fils de Louis de Gramont, 6e duc de Gramont, prince de Bidache, comte de Guiche, lieutenant-général des armées du roi, colonel du régiment des Gardes françaises, gouverneur et lieutenant-général pour le roi en Navarre et Béarn, gouverneur de Bayonne et du château de Pau, chevalier des ordres du Roi, et de son épouse, Geneviève de Gontaut-Biron. Il est aussi le frère d'Antoine-Adrien-Charles de Gramont, le petit-fils d'Antoine V de Gramont, 4e duc de Gramont, maréchal de France, et celui de Charles-Armand de Gontaut, 2e duc de Biron, aussi maréchal de France.
Dans sa jeunesse, il est connu sous le titre de comte de Lescun, puis sous celui de comte de Lesparre.
Il a 13 ans lorsqu'il est nommé en 1735 gentilhomme porte-drapeau au régiment des Gardes françaises, alors commandé par son grand-père. En 1738, il obtient le commandement d'une compagnie dans le même régiment. À partir de 1740, il sert au régiment de bourbonnais infanterie, avec lequel il participe notamment au siège de Menin, au siège d'Ypres, au siège de Furnes. Le 1er mai 1745, il est promu brigadier des armées du Roi.
Il a 23 ans lorsque son père est tué le 11 mai 1745 par un boulet de canon, en combattant à la bataille de Fontenoy. Ce décès fait de lui le 7e duc de Gramont, prince de Bidache. Il lui succède aussi comme gouverneur et lieutenant général pour le roi au royaume de Navarre et pays de Béarn, lieutenant général de Bayonne. En février 1746, il quitte le service militaire.
Après le décès de son père, Antoine VII de Gramont manifeste une incapacité à gérer sa fortune comme sa vie personnelle, contractant des emprunts pour gaspiller ses revenus dans des dépenses inutilement somptuaires et entretenir de nombreuses liaisons féminines. Cette prodigalité le tient à l'écart de la Cour. Il hérite de son père les seigneuries, en Sologne, de Vouzon et La Motte Beuvron, où il réside de temps à autre et qu'il finit par vendre en 1765.
En août 1749, il est reçu au Parlement de Paris comme pair de France et sera périodiquement amené à y siéger.
Durant la seconde moitié du XVIIIe siècle, il ne se rend pas une seule fois dans ses domaines situés aux confins du Béarn, notamment la principauté souveraine de Bidache et le duché de Gramont, qu'il gère à distance. Seule sa deuxième épouse y fera un déplacement pendant l'été 1770.
En juillet 1784, la ville de Bayonne reçoit, suivant la volonté de Louis XVI, le statut de port franc, faisant disparaître le Droit de Coutume, une taxe dont la Maison de Gramont touchait héréditairement une partie, constituant une part significative de son revenu, en contrepartie de biens originairement cédés. Louis XVI lui fit proposer de l'indemniser, mais aucun accord ne put être trouvé entre la Couronne et Antoine VII de Gramont, avant que la Révolution ne dépose Le Roi.
À l'approche du découpage du territoire français en départements, en 1789 et 1790, il se contente de consulter tardivement, en avril 1790, les habitants de Bidache sur leur souhait éventuel de continuer à appartenir à une principauté souveraine. Devant leur indifférence, il laisse rattacher la principauté souveraine de Bidache au nouveau département des Basses-Pyrénées, le 16 avril 1790.
A partir des années 1770 et jusqu'à la Révolution, il réside à Milly-la-Forêt et n'émigre pas. Pendant la Terreur, il est emprisonné à Fontainebleau. En prison, il rencontre celle qui deviendra sa troisième épouse. La Révolution fait disparaître une grande partie de ses revenus, ceux de ses gouvernements, les droits féodaux. 
Dans la nuit du 22 au 23 février 1796, son château de Bidache, placé sous séquestre, est détruit par un incendie.
Par deux contrats passés les 16 et 17 juillet 1800 (27 et 28 messidor an VIII), devant Me Gibé, notaire à Paris, il vend, en deux parties, le domaine et le château de Monchy-Humières, hérités de son fils. La plus grande partie du produit de ces deux ventes sert à rembourser ses créanciers .
Il meurt le 17 avril 1801 (27 germinal an IX) non loin de là, à Compiègne, sans laisser de descendant légitime vivant.
Son neveu Antoine VIII de Gramont (1755-1836) lui succède comme 8e duc de Gramont.

### Mariages et descendance
Antoine VII de Gramont se marie à trois reprises :
1. Les 1er et 2 mars 1739, il épouse à Paris sa cousine germaine Marie-Louise-Victoire de Gramont (Paris, 27 juillet 1723 - Paris, 11 janvier 1756), fille de Louis Antoine VI de Gramont, 5e duc de Gramont, et de Louise-Françoise d'Aumont de Crevant d'Humières. Dont deux enfants.
2. Le 16 août 1759, il se remarie à Paris avec Béatrix de Choiseul-Stainville (Lunéville, 18 novembre 1729 - guillotinée à Paris, 17 avril 1794), fille de François-Joseph de Choiseul, marquis de Stainville, et de feue Marie-Louise de Bassompierre. Sœur du duc de Choiseul, principal ministre du roi Louis XV, elle paraît assidûment à la Cour, contrairement à son époux, qui vit dans la retraite. Proche de son frère et de la marquise de Pompadour, elle perd son influence à la Cour après le renvoi de son frère, en 1770. Elle est aussi la sœur de Jacques Philippe de Choiseul-Stainville et la petite-fille de François Joseph de Choiseul-Beaupré. Sans descendance.
3. Les 24 et 25 août 1794 (7 et 8 fructidor an II), il se remarie à Fontainebleau avec Marie-Henriette du Merle (Paris, 12 juin 1768 -  Paris, 12 juin 1812), fille de Charles-Gabriel du Merle, comte du Merle, gentilhomme de S.A.S. le comte d'Eu, et de Françoise Girardine Gascard Duminy. Sans descendance.

Dont, du premier mariage :
- Louis Antoine Armand de Gramont, comte de Guiche, puis duc de Lesparre, marquis de Monchy (Paris, 17 septembre 1746 - Toulouse, 23 mars 1795), marié à Paris le 27 juin 1763 avec Philippine de Noailles (14 septembre 1745 - Paris, 22 décembre 1791), fille de Louis de Noailles, duc d'Ayen, marquis de Maintenon, lieutenant général des armées du Roi, chevalier de ses ordres, gouverneur de Saint Germain en Laye, et de Catherine-Françoise-Charlotte de Cossé-Brissac. Sans postérité.
- Charles Antoine Victoire de Gramont (Paris, 12 septembre 1748 - 14 octobre 1750)[7].

Antoine de Gramont a aussi eu une fille illégitime, Joséphine-Cécile de Gramont (1750-1828), arrière-grand-mère du baron de Vaux (1843-1915).